# Ligová Fotbalová Asociace
La Ligová Fotbalová Asociace (LFA), in ceco Associazione calcistica di lega, è un'associazione di società calcistiche fondata dai club professionistici cechi nel 2011.
Ogni club che gioca nella prima e nella seconda competizione calcistica ceca deve essere membro della LFA. La Lega può iscrivere anche membri associati che non devono competere nelle prime due competizioni.
La sede è a Praga, ed è membro di European Leagues.

## Organico della Lega
L'organico della LFA corrisponde alle 30 società iscritte ai due campionati professionistici cechi. La totalità delle squadre è invece di trentadue a causa della possibile presenza di qualche seconda squadra.

## Collegamenti
- https://www.lfafotbal.cz